# مكرم الطالباني
الدكتور مكرم شيخ جمال شيخ محمد الطالباني هو سياسي عراقي، شغل منصب وزير الري وكان قياديًا بارزًا في الحزب الشيوعي العراقي. من مواليد مدينة كفري التابعة آنذاك لمحافظة كركوك سنة 1923. توفي في سنة 2025 في السليمانية.
تخرج من كلية الحقوق جامعة بغداد سنة 1946، ومارس بعدها المحاماة في مدينة كركوك. كان من ضمن فريق المحاميين للدفاع عن الزعيم الشيوعي العراقي يوسف سلمان يوسف الملقب بـ«فهد» سنة 1947. تعرض في العهد الملكي للسجن والنفي والإقامة الإجبارية.
بعد إعلان الجمهورية في العراق عين مدير عاما للشركة العامة للدخان التي تنتج السجائر والتبوغ في بغداد في 1 كانون الثاني 1959، وبعدها عين مفتشا عاما لوزارة الزراعة بعد تشكيلها 1958 حتى انقلاب شباط سنة 1963. بعدها اعتقلته قوات الحرس القومي وحكمت عليه بالسجن 3 سنوات.
عين السيد مكرم الطالباني وزيرا للري مع السيد عامر عبد الله وزيرا بلا وزارة سنة 1972 نتيجة المفاوضات حول ميثاق العمل الوطني للجبهة الوطنية بين حزب البعث العربي الاشتراكي والحزب الشيوعي العراقي. وقد شغل منصب وزير الري خلفا لطه إبراهيم عبد الله بتاريخ 15 أيار 1972 واستمر في المنصب حتى 12 تشرين الثاني 1977، حيث عين عبد الوهاب محمود عبد الله الصباغ في المنصب. ثم شغل مكرم الطالباني منصب وزير النقل للفترة من 12 تشرين الثاني 1977 خلفا لعزيز عقراوي. وفي أيار 1978 دمجت وزارة النقل مع وزارة المواصلات وشغل الوزارتين سعدون غيدان.
قدم استقالته بتاريخ 10 أيار 1979.
غادر إلى أوروبا الشرقية، لكن بعد انهيار الكتلة الشرقية، عاد إلى العراق في عام 1989 وتولى منصب مستشار أو مبعوث الرئيس صدام حسين على اتصال مع الجماعات الكردية المتمردة. حاول مصالحة النظام مع الأطراف الكردية دون جدوى في عام 1995، ومن بين من اتصل بهم قريبه البعيد جلال طالباني رئيس الاتحاد الوطني الكردستاني.
بقي في بغداد حتى عام 2004، بعدها انتقل للعيش في إقليم كردستان.
حصل على شهادة الدكتوراه من الاتحاد السوفييتي في العلوم الاقتصادية عبر رسالته (الإصلاح الزراعي والتطورات الاجتماعية في الريف العراقي) سنة 1973 وله رسالة دكتوراه ثانية موسومة (ازدواج الملكية في بلاد الرافدين) سنة 1975.

## كتب عنه
- كتاب «مكرم الطلباني» ودورهُ السياسي والفكري في العراق 1923 – 1979 ورؤاه السياسية والأقتصادية في الأصلاح الزراعي في العراق. للكاتب أحمد علي سبع الربيعي[7]

## وفاته
توفي مكرم الطالباني يوم 24 كانون الثاني/يناير 2025 في مدينة السليمانية، ودفن في مقبرة رابرين.